# أحمد مدحت أفندي
أحمد مدحت افندي حاغور . من اعلام الشراكسة في تركيا ، وهو أول كتّاب القصة الطويلة في تركيا ، ومن مشاهير اعلام الأدب التركي الحديث .. حيث يُعتبر أبو الرواية التركية الحديثة. .. وُلد في عام 1844م، وتخرّج من المدرسة الرشيدية عام 1863م .

## وظائفه
اشغل أحمد أفندي في العديد من الوظائف الحكومية .. حيث عمل في بلغاريا ، وفي بغداد ، وفي تركيا ، وفي بلجيكا .. ورئيسا لمجلس الشؤون الصحية .. ومديرا للمطبعة الأميرية .. عمل مديرا لعدد من الصحف التركية كالتقويم، وحقيقة المترجم، والجريدة العسكرية .. ثم اصدر مجلتي التقاليد وكيرك أنبار .

## إصدارته الروائية والمسرحية
- أصدر " 61 " مؤلفا في حقل القصة والرواية التركية الحديثة منذ عام 1870م وحتى عام 1910م وامتازت هذه القصص والروايات بكونها مشوّقة ممتعة.
- أصدر سبعة مسرحيات من بينها مسرحية ( نبلاء الشراكسة ) عام 1884م .
- تجاوزت مؤلفاته الفكرية والتاريخية 16 مؤلفا ضخما .. بحيث صدر بعضها في عدّة مجلدات، ومنها ما صدر في 14 مجلد .
- من عناوين بعض الكتب التي اصدرها في مختلف الحقول : ( لطائف الروايات ) ، ( دروب الأمثا ل العثمانية ) ، ( تركي في باريس ) ، ( بدايات مضحكة ) ، ( كرنفال ) ، ( عجائب العلم ) ، ( تعفّف ) ، ( القفقاس ) ، ( مدخل إلى التاريخ والجغرافيا ) ، ( الإسلام والعلوم ) ، ( فولتير ) .. وغيرها الكثير مما لا يتسع المجال لذكره .
- رغم قلّة ما كتبه عن التراث والتاريخ الشركسي في كتبه .. إلا أنّه كان من المبادرين إلى تاسيس جمعية التعاون الشركسية في استنبول عام 1908م، بعد اعلان الدستور التركي الجديد والتي استمرت بالعمل حتى عام 1923م حيث صدر أمر رسمي بحظرها .
- أصدر رواية شركسية خاصة بعنوان ( القفقاس ) عام 1876م .

## وفاته .. وتكريم الحكومة التركية له
- توفي في استنبول عام 1913 م عن عمر يناهز التاسعة والستين .. ودفن في مقبرة جامع الفاتح في استنبول .
- أصدرت الحكومة التركية طابعا بريديا يحمل صورته .. بصفته رائد القصة الطويلة في الأدب التركي الحديث .

## روابط خارجية
- أحمد مدحت أفندي على موقع الموسوعة البريطانية (الإنجليزية)